# ۹۳۵ (قمری)
۹۳۵ (قمری)، نهصد و سی و پنجمین سال در گاهشماری هجری قمری است. اول محرم این سال برابر با بیست و پنجم سپتامبر سال ۱۵۲۸ میلادی است.